# Mannō
Mannō (まんのう町, Mannō-chō) és una vila i municipi de la prefectura de Kagawa, a la regió de Shikoku, Japó i pertanyent al districte de Naka-Tado. Destaca l'estany de Mannō.

## Geografia
El municipi de Mannô està situat al sud de la part central de la prefectura de Kagawa, al nord-est de l'illa de Shikoku. La vila es troba als contraforts de la serra de Sanuki i és un dels municipis de la prefectura que no fan costa. Al centre de Mannô es troba l'estany de Mannō, la reserva d'aigua més gran de tot el Japó. El terme municipal de Mannô limita amb els de Kotohira, Zentsūji i Marugame al nord; amb Ayagawa i Takamatsu a l'est; amb Mitoyo a l'oest i amb la prefectura de Tokushima al sud.

## Història
L'àrea on actualment es troba la vila de Mannô va pertànyer des de temps antics fins a principis de l'era Meiji a l'antiga província de Sanuki. L'actual vila de Mannô va ser creada el 20 de març de 2006 com a resultat d'una fusió entre les viles de Mannô (pre 2006), Chûnan i Kotonami. Amb la fusió es va decidir que el nom del nou municipi s'escriuria en sil·labari hiragana (まんのう町), per tal de diferenciar-lo de l'antiga vila (満濃町).

## Demografia
| 1920   | 1930   | 1940   | 1950   | 1960   | 1970   | 1980   |
| ------ | ------ | ------ | ------ | ------ | ------ | ------ |
| 25.513 | 26.057 | 25.965 | 32.880 | 27.887 | 23.674 | 23.049 |
| 1990   | 2000   | 2010   | 2020   | 2030   | 2040   | 2050   |
| 22.497 | 20.969 | 19.094 | 17.347 | -      | -      | -      |

## Transport

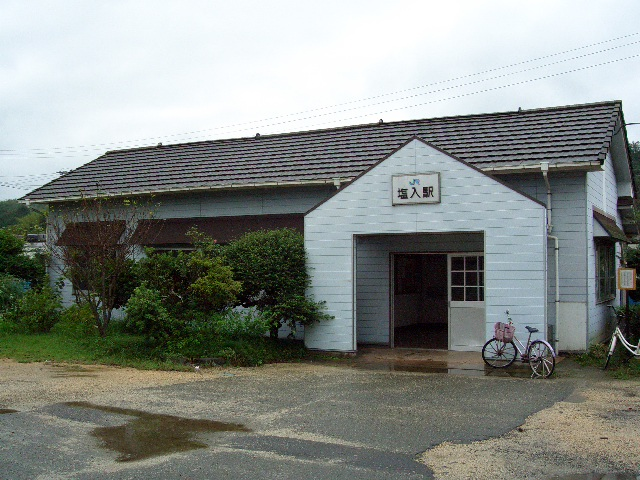
Estació de Shioiri

### Ferrocarril
- Companyia de Ferrocarrils de Shikoku (JR Shikoku)
  - Shioiri - Kurokawa
- Ferrocarril Elèctric Takamatsu-Kotohira (Kotoden)
  - Hazama

### Carretera
- Nacional 32 - Nacional 377 - Nacional 438

## Agermanaments
- Higashiosaka, prefectura d'Osaka, Japó.